# Loetsj Minsk
FK Loetsj Minsk (ФК Прамень Мінск) is een Wit-Russische voetbalclub uit Minsk.
De club werd in 2012 opgericht als ALF-2007 Minsk uit een selectie van spelers die onder deze naam sinds 2007 speelde in een lokale amateurcompetitie in Minsk. In 2013 werd de club toegelaten tot de Druhaja Liga. In 2014 werd de naam Loetsj Minsk aangenomen en in 2015 werd de club kampioen en promoveerde. In 2017 werd Loetsj Minsk, ondanks tien punten aftrek aan het begin van het seizoen vanwege matchfixing in 2016, kampioen in de Persjaja Liga en promoveerde naar de Vysjejsjaja Liga.
In het voorjaar van 2019 ging de club een fusie aan met gedegradeerde FK Dnepr Mahiljow. Op de licentie van Loetsj bleef de club op het hoogste niveau actief en ging in Mahiljow verder als FK Dnjapro Mahiljow. Loetsj Minsk bleef zelfstandig actief als jeugdclub.
Tussen 1987 en 1992 speelde eerder een club onder de naam Loetsj Minsk in de competitie van de SSR Wit-Rusland.